# Atylotus fulvus
Espèce
Atylotus fulvus est une espèce de diptères de la famille des Tabanidae appartenant au genre Atylotus.

## Répartition
Europe dont la Russie, également signalée au Maroc et en Turquie.

## Description
Cette espèce mesure environ 12 à 18 mm. Comme souvent chez les diptères, le dimorphisme sexuel est marqué au niveau des yeux : la femelle a les yeux séparés, le mâle a les yeux joints. La distinction des espèces du genre Atylotus n'est pas aisée, fulvus a entre autres les caractéristiques suivantes : yeux verdâtres bien globuleux et presque unicolores hormis une petite bande foncée sur le dessus vers la base (plus tachés chez Atylotus loewianus), pilosité dorée (argentée chez Atylotus rusticus qui de plus a les fémurs en partie noirs). Enfin l'abdomen d’A. fulvus ne présente aucun motif particulier.

## Écologie
Ce taon vole surtout en juillet et août.

## Systématique
Le nom valide complet (avec auteur) de ce taxon est Atylotus fulvus (Meigen, 1804).
L'espèce a été initialement classée dans le genre Tabanus sous le protonyme Tabanus fulvus Meigen, 1804.
Atylotus fulvus a pour synonymes :
- Atylotus alpinus
- Atylotus aurisquamatus Bigot, 1892
- Atylotus bituberculatus Bigot, 1892
- Atylotus flavifemur (Enderlein, 1925)
- Atylotus sanguisorba (Harris, 1776)
- Atylotus sanquisoiba (Harris, 1776)
- Atylotus transcaucasius (Bogatev & Samedov, 1949)
- Dasystypia flavifemur Enderlein, 1925
- Dasystypia tunesica Enderlein, 1925
- Tabanus aureus Hauser, 1941
- Tabanus fulvus Meigen, 1804
- Tabanus ochroleucus Meigen, 1804
- Tabanus rufipes Meigen, 1820
- Tabanus sanguisorba Harris, 1776
- Tabanus sanguisuga Harris, 1776
- Tabanus sanquisoiba Harris, 1776
- Tabanus transcaucasicus Bogatchev & Samedov, 1949
- Tabanus transcaucasius Bogatev & Samedov, 1949